# 1271
| [ Edytuj tabelę ]                          |                                                               |
| Książę Małopolski                          | - 1243 Bolesław V Wstydliwy 1279                              |
| Książę Wielkopolski                        | - 1239 Bolesław Pobożny 1279                                  |
| Król Angkoru                               | - 1244 Dżajawarman VIII 1295                                  |
| Król Anglii                                | - 1216 Henryk III 1272                                        |
| Król Aragonii i Walencji, hrabia Barcelony | - 1213 Jakub I Zdobywca 1276                                  |
| Margrabia Brandenburgii                    | - 1267 Konrad 1304 - 1267 Jan II 1281 - 1267 Otto IV 1308     |
| Książę Burgundii                           | - 1218 Hugo IV 1272                                           |
| Książę Dolnej Bawarii                      | - 1253 Henryk XIII 1290                                       |
| Książę Górnej Bawarii                      | - 1253 Ludwik II 1294                                         |
| Cesarz Bizancjum                           | - 1261 Michał VIII Paleolog 1282                              |
| Car Bułgarii                               | - 1257 Konstantyn Asen Tich 1277                              |
| Cesarz Chin                                | - 1264 Song Duzong 1274                                       |
| Król Cypru                                 | - 1267 Hugo III 1284                                          |
| Król Czech                                 | - 1253 Przemysł Ottokar II 1278                               |
| Król Danii                                 | - 1259 Eryk Glipping 1286                                     |
| Władca Egiptu                              | - 1260 Bajbars 1277                                           |
| Cesarz Etiopii                             | - 1270 Jykuno Amlak 1285                                      |
| Król Francji                               | - 1270 Filip III Śmiały 1285                                  |
| Król Gruzji                                | - 1271 Dymitr II Ofiarny 1289                                 |
| Hrabia Holandii                            | - 1256 Floris V 1296                                          |
| Cesarz Japonii                             | - 1259 Kameyama 1274                                          |
| Kalif                                      | - 1262 Al-Hakim bi-Amr Allah 1302                             |
| Król Kastylii i Leónu                      | - 1252 Alfons X Mądry 1284                                    |
| Patriarcha Konstantynopola                 | - 1267 Józef I Galezjota 1275                                 |
| Władca Korei                               | - 1259 Wonjong 1274                                           |
| Wielki książę litewski                     | - 1269 Trojden 1282                                           |
| Sułtan Maroka                              | - 1259 Abu Jusuf Jakub 1286                                   |
| Król Nawarry                               | - 1270 Henryk III Gruby 1274                                  |
| Król Norwegii                              | - 1263 Magnus VI Prawodawca 1280                              |
| Hrabia Palatynatu                          | - 1253 Ludwik II Bawarski 1294                                |
| Papież                                     | - 1271 Grzegorz X 1276                                        |
| Król Portugalii                            | - 1248 Alfons III 1279                                        |
| Sułtan Rumu                                | - 1265 Kaj Chusrau III 1282                                   |
| Książę Rusi halickiej                      | - 1270 Lew I 1300                                             |
| Cesarz Rzymski (niemiecki)                 | - 1257 Ryszard z Kornwalii 1272 - 1257 Alfons z Kastylii 1284 |
| Książę Saksonii                            | - 1260 Albrecht II 1298                                       |
| Król Serbii                                | - 1243 Stefan Urosz I 1276                                    |
| Król Singasari                             | - 1268 Kertanagara 1292                                       |
| Król Szkocji                               | - 1249 Aleksander III 1286                                    |
| Król Szwecji                               | - 1250 Waldemar Birgersson 1275                               |
| Doża Wenecji                               | - 1268 Lorenzo Tiepolo 1275                                   |
| Król Węgier                                | - 1270 Stefan V 1272                                          |
| Wielki mistrz zakonu krzyżackiego          | - 1256 Anno von Sangershausen 1273                            |

Rok 1271 / MCCLXXI
stulecia: XII wiek ~
XIII wiek ~
XIV wiek

lata: 1261 «
1266 «
1267 «
1268 «
1269 «
1270 «
1271
» 1272
» 1273
» 1274
» 1275
» 1276
» 1281

## Wydarzenia w Polsce
- miał miejsce najazd litewski na ziemię włocławską[1].
- Margrabiowie brandenburscy zajęli Gdańsk i Tczew. Poparł ich patrycjat, czyli kupiecka arystokracja miast, składająca się z Niemców. Taki obrót sprawy otrzeźwił Mściwoja, który zwrócił się o ratunek do Wielkopolski.

## Wydarzenia na świecie
- 8 kwietnia – Joannici poddali muzułmanom zamek Krak des Chevaliers w Syrii.
- 1 maja – poddała się należąca do Joannitów Akka.
- 12 sierpnia – Filip III został koronowany na króla Francji.
- 1 września – Grzegorz X został wybrany na papieża.

## Urodzili się
- 13 marca – Juta Habsurżanka, królowa czeska (zm. 1297)
- 14 marca – Stefan I Bawarski, książę Dolnej Bawarii w latach 1294–1310 (zm. 1310)
- 21 maja – Joanna z Akki, córka króla Anglii, Edwarda I i jego pierwszej żony, Eleonory Kastylijskiej (1241–1290) (zm. 1307)
- 27 września – Wacław II, król Czech i Polski (zm. 1305)
- 5 listopada – Mahmud Ghazan, władca z dynastii Ilchanidów, panujący w latach 1295–1304 (zm. 1304)
- data dzienna nieznana: 
  - Karol Martel Andegaweński, w latach 1290–1295 tytularny król Węgier (zm. 1295)
  - Elżbieta Aragońska, córka króla Aragonii Piotra III Wielkiego, królowa Portugalii jako żona Dionizego I, tercjarka franciszkańska, święta katolicka (zm. 1336)
  - Henryk II Cypryjski, król Cypru w latach 1285–1324 i ostatni król Królestwa Jerozolimskiego w latach 1285–1291 (zm. 1324)
  - Michał II Tich, car bułgarski w latach 1277–1279 (zm. ?)
  - Michał Twerski, książę twerski w latach 1285–1318 i wielki książę włodzimierski w latach 1304–1318; święty Cerkwi prawosławnej (zm. 1318)

## Zmarli
- 18 stycznia – Małgorzata Węgierska, węgierska królewna, córka Beli IV, dominikanka, stygmatyczka, święta katolicka (ur. 1242)
- 28 stycznia – Izabela Aragońska, królowa Francji (ur. 1247)
- 9 maja – Warcisław II gdański, książę gdański w latach 1266–1270 (ur. ok. 1237)
- 17 lipca – Jarosław Jarosławowicz, pierwszy książę twerski od 1247 do śmierci jako Jarosław I, książę pskowski w 1253, książę nowogrodzki w latach 1255–6 i 1266–7 jako Jarosław V, dziesiąty wielki książę włodzimierski od 1263 do śmierci jako Jarosław III (ur. 1230)
- 21 sierpnia – Alfons z Poitiers, hrabia Poitiers i Tuluzy (ur. 1220)
- 25 sierpnia – Joanna z Tuluzy, żona Alfonsa z Poitiers, w 1249 roku odziedziczyła po ojcu hrabstwo Tuluzy (ur. 1220)
- 26 sierpnia – Janusz, polski duchowny katolicki, arcybiskup gnieźnieński (ur. ?)
- 25 października – Małgorzata Andechs-Meranien, księżniczka Meranu i margrabina morawska (ur. ?)
- 6 listopada – Enrico Segusio, włoski biskup i kardynał, jeden z najbardziej znaczących kanonistów średniowiecza (ur. ok. 1194)
- data dzienna nieznana: 
  - Sawa II, trzeci zwierzchnik Serbskiego Kościoła Prawosławnego, arcybiskup serbski w latach 1263–1270 (ur. ok. 1200)
  - Stefan Pogrobowiec, książę węgierski z dynastii Arpadów (ur. 1236)
  - [lub w 1269] Wasylko Romanowicz, książę włodzimierski (ur. 1203)